# Aquilaria apiculata
Aquilaria apiculata är en tibastväxtart som beskrevs av Elmer Drew Merrill. Aquilaria apiculata ingår i släktet Aquilaria och familjen tibastväxter. Inga underarter finns listade i Catalogue of Life.